# Chandra Wilson

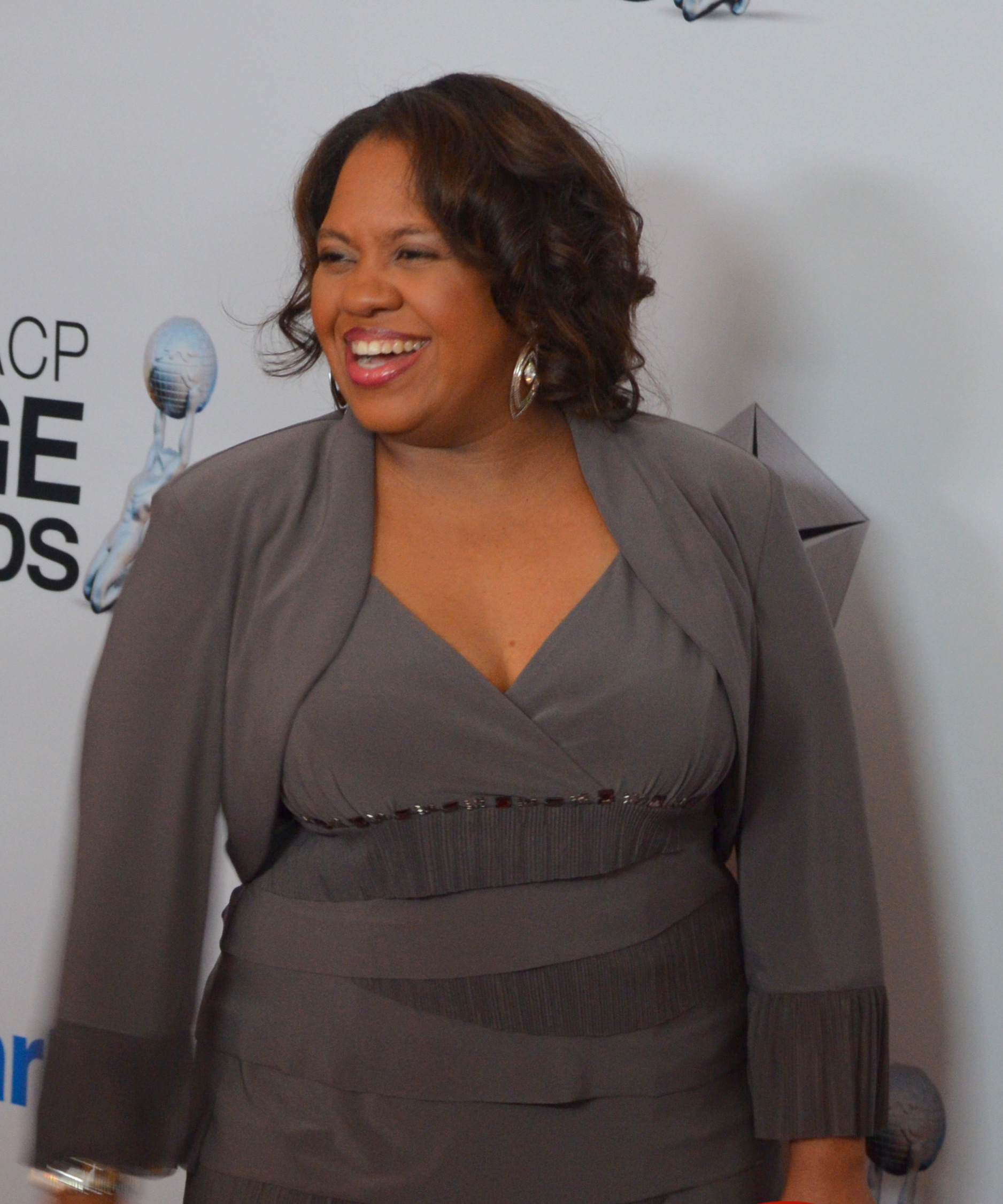
Chandra Wilson (2013)

Chandra Wilson (* 27. August 1969 in Houston, Texas) ist eine US-amerikanische Schauspielerin.

## Leben und Karriere
Im Alter von fünf Jahren stand sie das erste Mal auf einer Theaterbühne. Seit 1989 dreht Chandra Wilson Filme für Fernsehen und Kino. So wirkte sie zum Beispiel im Jahre 1993 beim Film Philadelphia in der Nebenrolle der Chandra mit. 2001 bekam sie ihre erste große Rolle in der Fernsehserie Bob Patterson. Zudem wirkte sie in mehreren Werbespots mit, u. a. für Burger King.
Seit 2005 spielt sie die Rolle der Dr. Miranda Bailey in der US-amerikanischen Serie Grey’s Anatomy. Mit dieser Rolle gelang ihr der internationale Durchbruch. 2007 bekam sie für diese Rolle den Screen Actors Guild Award als beste Darstellerin in einer Fernsehserie – Drama verliehen. 2009 wurde ihr bei den Emmys für den Part der Miranda Bailey und der Hauptrolle in Don McBreartys Fernsehfilm Accidental Friendship eine Doppelnominierung zuteil.
Chandra Wilson ist verheiratet und Mutter eines Sohnes (* 2005) und zweier Töchter (* 1992 und 1994).

## Filmografie (Auswahl)
- 1989: Die Bill Cosby Show (The Cosby Show, Fernsehserie, Folge 5x14)
- 1992: Law & Order (Fernsehserie, Folge 2x18)
- 1993: Philadelphia
- 1996: Lone Star
- 2001: Third Watch – Einsatz am Limit (Third Watch, Fernsehserie, Folge 2x20)
- 2002: Sex and the City (Fernsehserie, Folge 5x01)
- 2002, 2005: Law & Order: Special Victims Unit (Fernsehserie, Folge 4x08 & 7x03)
- 2004: Die Sopranos (The Sopranos, Fernsehserie, Folge 5x10)
- seit 2005: Grey’s Anatomy (Fernsehserie)
- 2009: Private Practice (Fernsehserie, 2 Folgen)
- 2009: Frankie and Alice (Sprechrolle)
- 2014, 2018–2019: General Hospital (Fernsehserie, 3 Folgen)
- 2018, 2020–2024: Seattle Firefighters – Die jungen Helden (Station 19, Fernsehserie)